# Polowanie z wabikiem
Polowanie z wabikiem (hiszp. Caza con reclamo lub Caza con mochuelo y red) – obraz hiszpańskiego malarza Francisco Goi. 

## Seriakartonów do tapiserii
Dzieło należy do serii kartonów do tapiserii – olejnych obrazów o znacznych rozmiarach, przygotowywanych jako wzór dla warsztatów tkackich Królewskiej Manufaktury Tapiserii Santa Bárbara w Madrycie. Była to pierwsza seria, którą Goya wykonał dla Karola IV (wtedy jeszcze infanta, księcia Asturii) z przeznaczeniem do jadalni pałacu-klasztoru Escorial. Seria została ukończona w 1775 roku, a jej tematem były łowy i wędkarstwo – ulubione rozrywki przyszłego monarchy i jego ojca Karola III. Oprócz Polowania z wabikiem w jej skład wchodziły dzieła: Psy na smyczy, Polowanie na przepiórki, Polowanie na dzika, Myśliwy z psami, Myśliwy ładujący broń i Wędkarz, Muchachos cazando con un mochuelo i Caza muerta. Wykonanie tej serii kartonów, która została dobrze przyjęta przez książęcą parę, otworzyło Goi drogę do kariery na dworze.

## Analiza
W pierwszym roku pracy jako malarz kartonów do tapiserii Goya pracował pod kierunkiem swojego szwagra Francisco Bayeu. Bayeu, doświadczony artysta o niekwestionowanej pozycji na dworze, wykonywał szkice kartonów, nad którymi później pracował Goya. Jego pierwsze projekty są utrzymane w stylu nadwornych projektantów gobelinów, przypominają zwłaszcza prace José del Castillo i Ramona Bayeu, brata Francisca. Dopiero po ukończeniu tej serii i pozytywnej opinii królewskiej rodziny, Goya otrzymał pozwolenie na wykonywanie kartonów według własnych projektów.
Jest to prosta kompozycja o wąskiej gamie kolorów, podobnie jak w pozostałych projektach z pierwszej serii kartonów. Możliwe, że było to spowodowane wymogami tkaczy, którzy preferowali prostsze wzory, łatwiejsze do wykorzystania w ich pracy. Wydłużony kształt tego dzieła świadczy o tym, że powstały na jego podstawie gobelin mógł wisieć nad drzwiami jadalni lub nad oknem. Kompozycja uwzględnia perspektywę potencjalnego widza, który patrzył na wysoko zawieszony gobelin z dołu. Na obrazie widać stanowisko myśliwego polującego z wabikiem: dwa ptaki zamknięte w klatkach, dominujący pies gończy oraz zamykająca kompozycję sieć. W swoich wczesnych latach Goya interesował się fauną, którą przedstawił na tym obrazie. Siedząca w klatce sowa przypomina wypchanego ptaka – być może z takiego modelu korzystał Goya. Jest podobna do puchaczy, które pojawią się w późniejszych dziełach Goi jako symbol zła. Barwy nieba i roślinności to zlewające się odcienie niebieskiego i zielonego, podobnie jak w stanowiącym parę z tym obrazem dziełem Psy na smyczy.
W późniejszych projektach Goya znacznie poprawił styl, koloryt i kompozycję, osiągając pod tym względem mistrzostwo w dziele Parasolka.